# Llombay
Llombay (oficialmente en valenciano: Llombai) es un municipio de la Comunidad Valenciana, España. Pertenece a la provincia de Valencia y se ubica en la comarca de la Ribera Alta. Cuenta con una población de 2767 habitantes (INE 2024).
También se llamaba Llombai una aldea actualmente deshabitada sita en Vall de Gallinera (Marina Alta, Alicante), cerca de Benisili y Alpatró.

## Geografía
Situado en el valle del río Magro, valle que se encuentra en las estribaciones del macizo cretácico del Caroche.
Por la parte occidental penetran algunas estribaciones de la sierra del Caballón, dando lugar a las mayores alturas del término (760 m s. n. m., aproximadamente).
El valle del Magro, relleno de sedimentos cuaternarios, es la parte más fértil y en él se cultiva frutales como el naranjo y las hortalizas varias. Al oeste del río se extiende una franja de terrenos del Mioceno, seguida por calizas del Cretácico de la sierra Falaguera. Al norte de la población se encuentra la Cueva de las Maravillas, en cuyo interior abundan las estalactitas y las estalagmitas.
Desde Valencia, se accede a esta localidad a través de la A-7 tomando luego la CV-520.
Llombay da su nombre a la Hoja 746 del Mapa Topográfico Nacional a escala 1:50.000 y a la 746-II a escala 1:25.000.

### Localidades limítrofes
El término municipal de Llombay limita con las siguientes localidades:
Alfarp, Catadau, Dos Aguas, Monserrat, Montroy, Picasent y Real, todas ellas de la provincia de Valencia.

## Historia
Sus primeros habitantes fueron de finales del Paleolítico Superior y principios del Neolítico, con abundantes muestras materiales de este último en el término municipal y en los cercanos. Con respecto a la Cultura del Bronce Valenciano hallamos los yacimientos de La Atalaya y de la Cueva de las Maravillas, entre otros,
Llombay posiblemente tenga su origen en un poblado íbero surgido del aglutinamiento de la población (sinecismo) de los pequeños poblados de la Cultura del Bronce Valenciano circundantes al valle, donde bajaron y se asentaron en la loma sobre la que se sitúa actualmente Llombay. El pueblo se enmarcaría dentro de los territorios de la tribu íbera de los Edetanos y, con casi total seguridad, dependería de la cercana ciudad ibérica de Kili (La Carència, Turís) el mayor núcleo de población de la zona por aquel entonces, allá entre los siglos VI y III a. C.
Con la conquista romana a finales del siglo III a. C. y la posterior romanización el pueblo se pasó a llamar Lumbardium o Lumbariu, que viene de que el pueblo se asienta en una loma (lloma en valenciano). Cavanilles lo llamaba Lombai, aclarando que en valenciano el sonido inicial de la sílaba "Lo" era como el castellano "Llo". En toda la bibliografía anterior a Cavanilles (siglos XVI a XIX) aparece con el nombre de Lombai o Lombay 
. 
Por la misma época de su fundación aparecieron en la actual Comunidad Valenciana más núcleos de población, pueblos o pequeñas aldeas, casi todos desaparecidos o despoblados en la actualidad. Son los casos de Cabanes (Castellón), Torralba, Aledua (de la que aún queda en pie la torre defensiva de la época musulmana) y la villa romana de Ondara.
La mayoría de los asentamientos desaparecieron en la época del Bajo Imperio durante la crisis del siglo III y quedaron como lugares de defensa, a excepción de Aledua, también conocido como Eleydua, que continuó habitado hasta el siglo XVII.
En época visigoda en el siglo VI d. C. el poblado pasa a llamarse Lumbar o Lumba, citado, pues en el existía el límite de la diócesis de Elche, muy importante en su tiempo.
Poco se sabe de Llombay en los tiempos musulmanes, cuando pasó a llamarse Al-Lumbair o Alumber. El único dato conocido es que don Rodrigo Díaz de Vivar, más conocido como El Cid Campeador, pasó por allí, después de haber atacado el cercano castillo de Alcalá o Alcalans (de ahí el nombre de la antigua comarca) y de haber capturado a su alcaide.
Conquistada por Jaime I en 1238, en el Llibre del Repartiment de Valencia el pueblo de Llombay fue dado al caballero Guillem de Gaulabia. Su señorío fue concedido a Gonzalo García, señor de Mogente, en 1336 por el rey Pedro el Ceremonioso, según consta en el libro de Gaspar Juan Escolano:

...o Río de Siete Aguas, y la ribera de Xucar, que mira a Valencia y a quatro leguas della, y dos de Alzira, se ofrece Lombay recostado sobre el dicho barranco, con ciento y treynta casas de christianos víejos y nuevos; y título de Marquesado de la casa de Gandía, que le concedio el Emperador Carlos Quinto en Augusta, ciudad de Alemania, a fines de Julio de mil quinientos y treynta. En el año mil quinientos treynta y seis era señor de Lombay y Moxente Gonzalo García, caballero principal...
(Gaspar Juan Escolano (1611) Décadas de la Historia de Valencia)

El 21 de abril de 1404 tuvo lugar en las cercanías del pueblo la Batalla del Forcat, una batalla entre las familias nobles de los Centelles, a los que claramente apoyaban los habitantes de Llombay ya que eran sus barones, y los Vilaragut, que formaban parte del bando de los Soler.
A finales del siglo XV la familia Borja, más conocida por el italismo Borgia, compró la Baronía a la heredera de Guillem Ramón Centelles en 1494. Es decir, el papa Alejandro VI fue, además de líder eclesiástico del cristianismo católico, barón de estas prósperas tierras.
Carlos I decidió darle a Francisco de Borja y Aragón, futuro San Francisco de Borja, rango de marqués de Llombay, convirtiéndose en el primer marqués de este pueblo. Con él empezó un cambio drástico en por aquel entonces pequeño pueblo habitado mayoritariamente por moriscos a convertirse en un importante centro cultural y espiritual de la zona, gracias a la construcción del convento de los Dominicos y a la iglesia de la Santa Cruz (un importante y desconocido ejemplo del último gótico rural que queda en España).
El pueblo sufrió mucho durante la expulsión de los moriscos quedando muy pocas familias cristianas en el lugar. Esto propició la desaparición del poblado de Aledua y el gran descenso de población en Llombay, que debió ser en parte repoblado por familias provenientes de otros pueblos del Reino de Valencia, entre ellos Torrente, o de zonas tan lejanas como el Ampurdán Catalán. Esto favoreció la extensión de apellidos autóctonos hoy muy abundantes en este pueblo como Bisbal, Martínez, Sans, Tallada, Noverques y Climent.

### Impacto de la DANA en Llombay
Llombay fue uno de los primeros pueblos afectados por la DANA del 29 de octubre de 2024 en la Comunidad Valenciana. A primera hora ya empezaron a sufrirse las primeras inundaciones por las fuertes lluvias que cayeron en la Ribera Alta. No tuvo grandes consecuencias en comparación con otros pueblos y comarcas de la comunidad. Sin embargo sí que causó graves problemas en los campos de cultivo del municipio cercanos al río Magro, y fue el principal foco de actuación tras el desastre.

## Demografía
Llombay cuenta con una población de 2767 habitantes (INE 2024).
| Gráfica de evolución demográfica de Llombay entre 1842 y 2021                                                       |
| |
| Población de derecho según los censos de población del INE Población de hecho según los censos de población del INE |

## Economía
Hoy en día el pueblo se mantiene en un estado económico aceptable debido a las actividades relacionadas con la industria de confección en piel y a las actividades agrícolas y ganaderas. Además se está convirtiendo en un apreciado punto del turismo del interior gracias a sus parajes naturales del Estepar, la Malá, la Colaita, la Cueva de las Maravillas y los Estrechos del Magro.

## Administración y política
| Periodo   | Nombre                                                              | Partido                                      |
| --------- | ------------------------------------------------------------------- | -------------------------------------------- |
| 1979-1983 | Vicent Bartual Ferrando                                             | PCE                                          |
| 1983-1987 | Vicent Bartual Ferrando Francesc Juanes Llorens Vicente Forés Peris | PSPV-PSOE EUPV AP                            |
| 1987-1991 | José Sanz Durá                                                      | UV                                           |
| 1991-1995 | José Sanz Durá                                                      | UV                                           |
| 1995-1999 | Montserrat Forés Martínez                                           | PRSV - Partido Radical Socialista Valenciano |
| 1999-2003 | Montserrat Forés Martínez                                           | PRSV - Partido Radical Socialista Valenciano |
| 2003-2007 | David Cervera Sanz                                                  | PP                                           |
| 2007-2011 | David Cervera Sanz                                                  | PP                                           |
| 2011-2015 | José Forés Sanz                                                     | PP                                           |
| 2015-2019 | Anselmo Cardona Puig                                                | PSPV-PSOE                                    |
| 2019-2023 | José Forés Sanz                                                     | PP                                           |
| 2023-act. | Salvador Climent Pellicer                                           | Compromís                                    |

## Patrimonio
- Iglesia parroquial de la Santa Cruz de Llombay. Construida en al antiguo convento de los dominicos, fundado en 1545 por orden de San Francisco de Borja, 1.er marqués de Llombay. Se trata del último ejemplo del gótico rural valenciano construido. Sufrió graves daños en el asalto de julio de 1936.
- Ermita de San Antonio Abad. Siglo XVII.
- Castillo de Aledua. Bello ejemplo de construcción musulmana de defensa taifal, visible desde todo el Marquesado. Solo se conserva la torre principal y parte del muro defensivo de esta. Es muy similar a los demás castillos de la zona, en especial, de los de Benifayó (Torre Muza y Torre de la Plaza), Torre Espioca en el municipio de Picasent y otros.

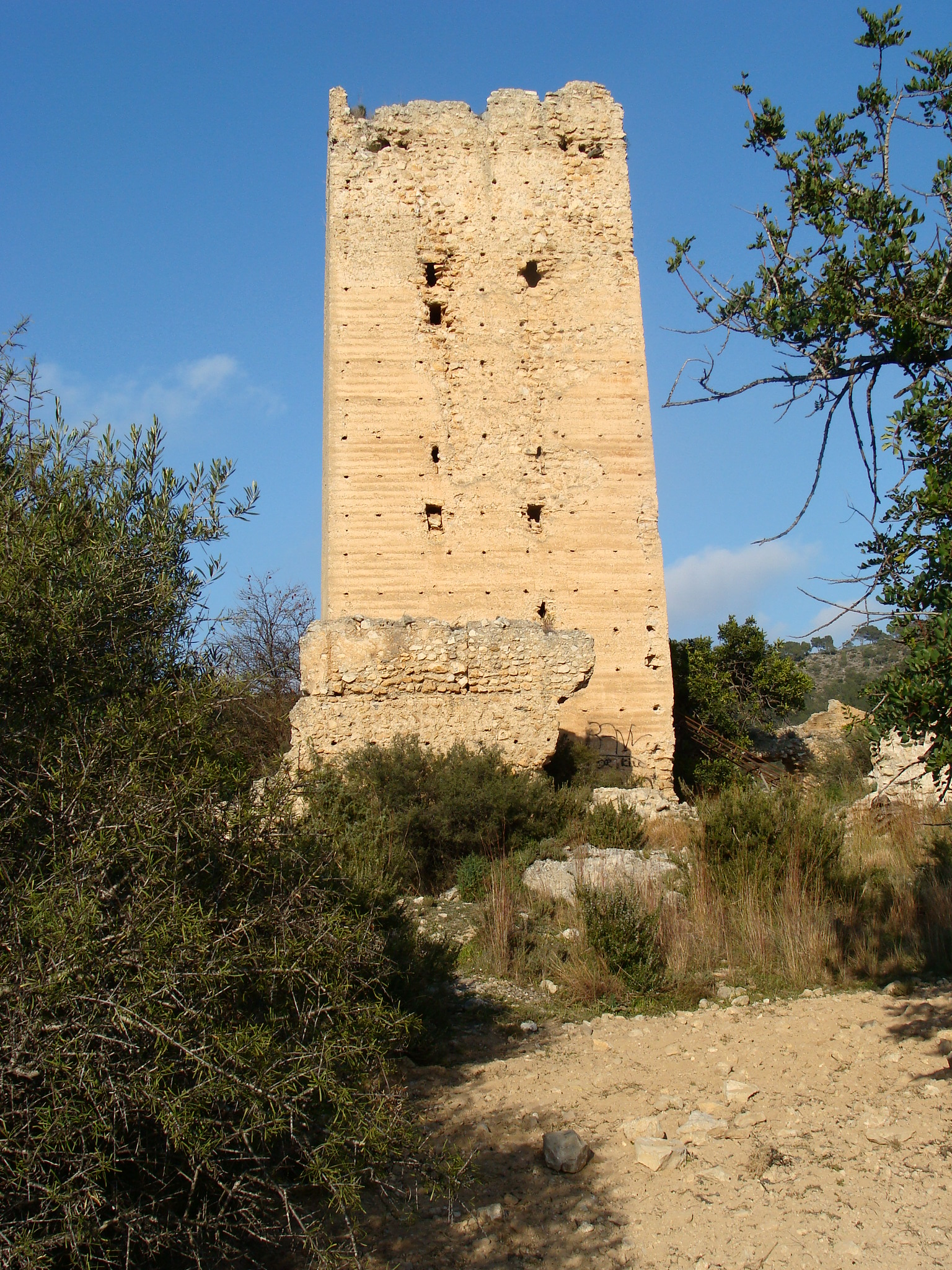
Castillo de Aledua, al norte de Llombay
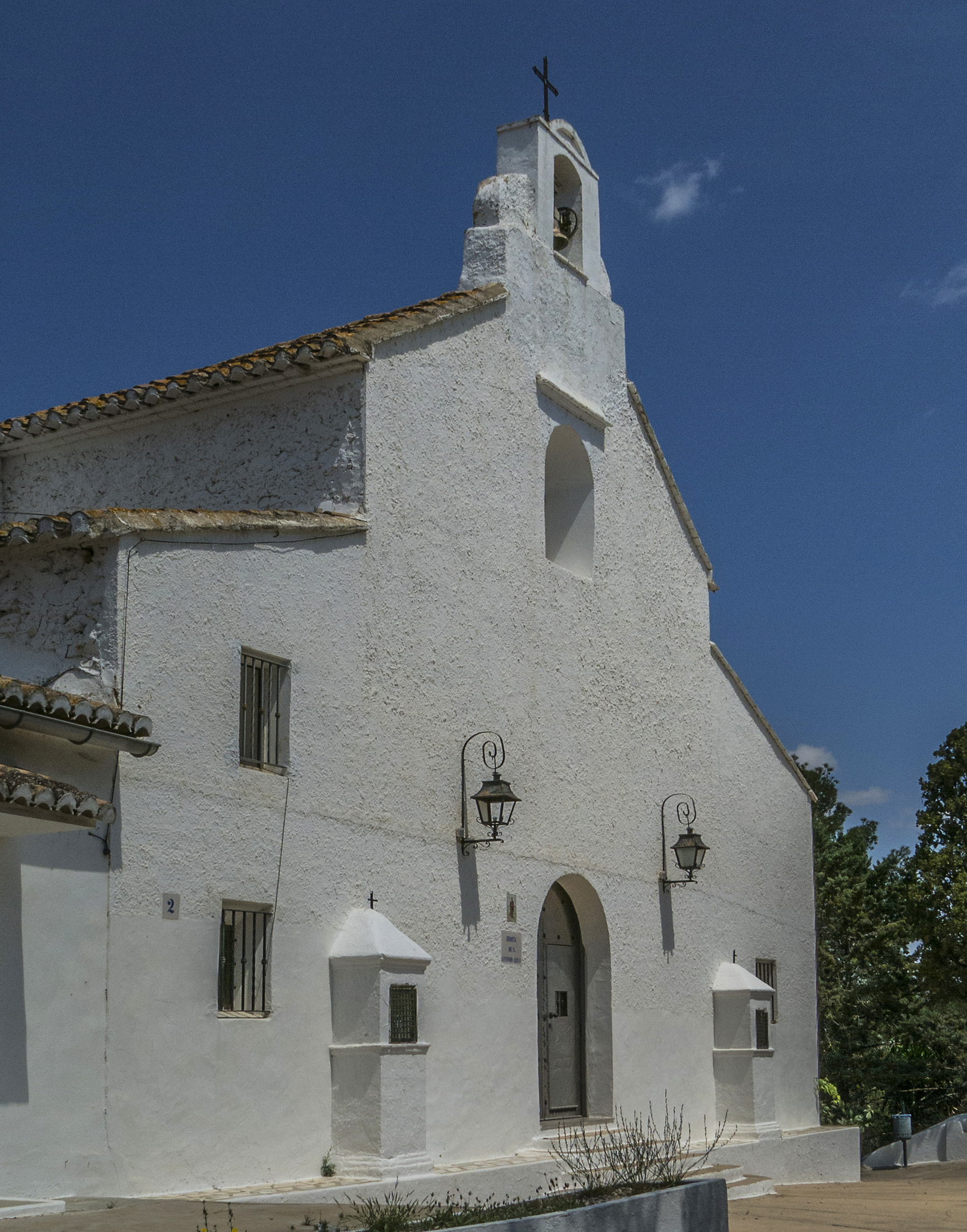
Ermita de San Antonio Abad

## Fiestas
- Fiestas Patronales. Celebra estas fiestas a San Antonio Abad y San Vicente Ferrer del 16 al 17 de enero. Durante la segunda quincena de agosto celebra fiestas en honor a San Francisco de Borja y el primer domingo de octubre celebra la festividad de su patrona, la Virgen del Rosario.

## Cultura y eventos
El evento más representativo de Llombay es el Mercado Renacentista de Los Borja, se trata de un evento cultural que recrea un ambiente histórico medieval del siglo XVI. Se trata del mercado más grande de este tipo y cada año tiene miles de visitantes. Este acto cuenta con alrededor de 170 puestos repartidos a lo largo de las calles del casco antiguo ambientados en el Renacimiento.
- Recreaciones históricas: hay exhibiciones de esgrima antigua y talleres de cerámica.
- Gastronomía: puestos con recetas en documentos de la época.
- Artesanía: se muestran oficios de la época como la carpintería, la forja y tejidos manuales.